# Dorfkirche Stiepel

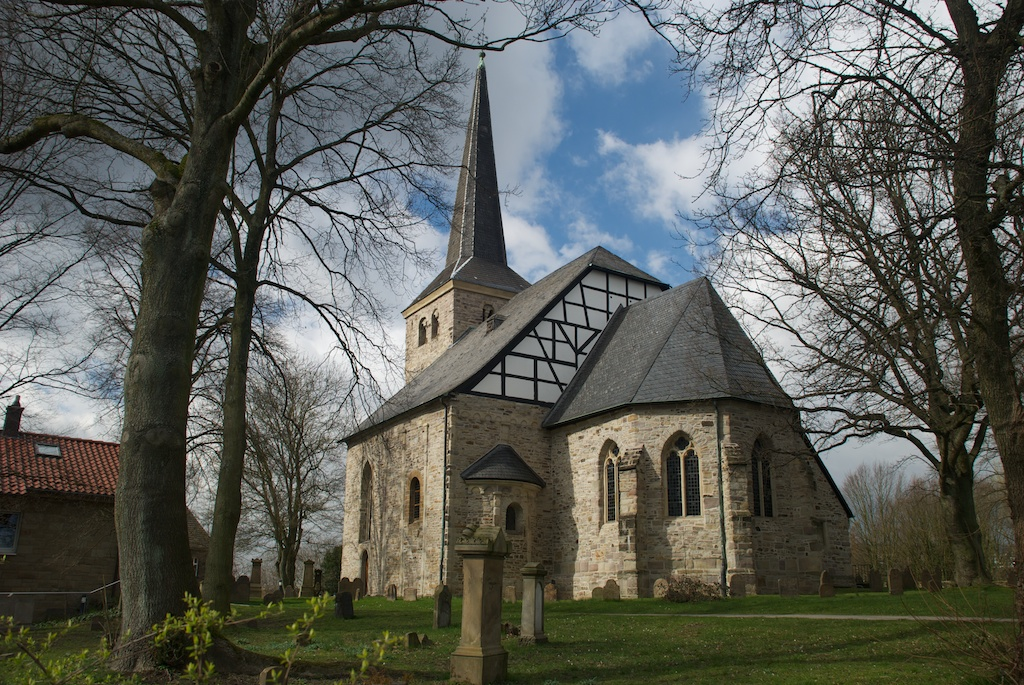
Stiepeler Dorfkirche

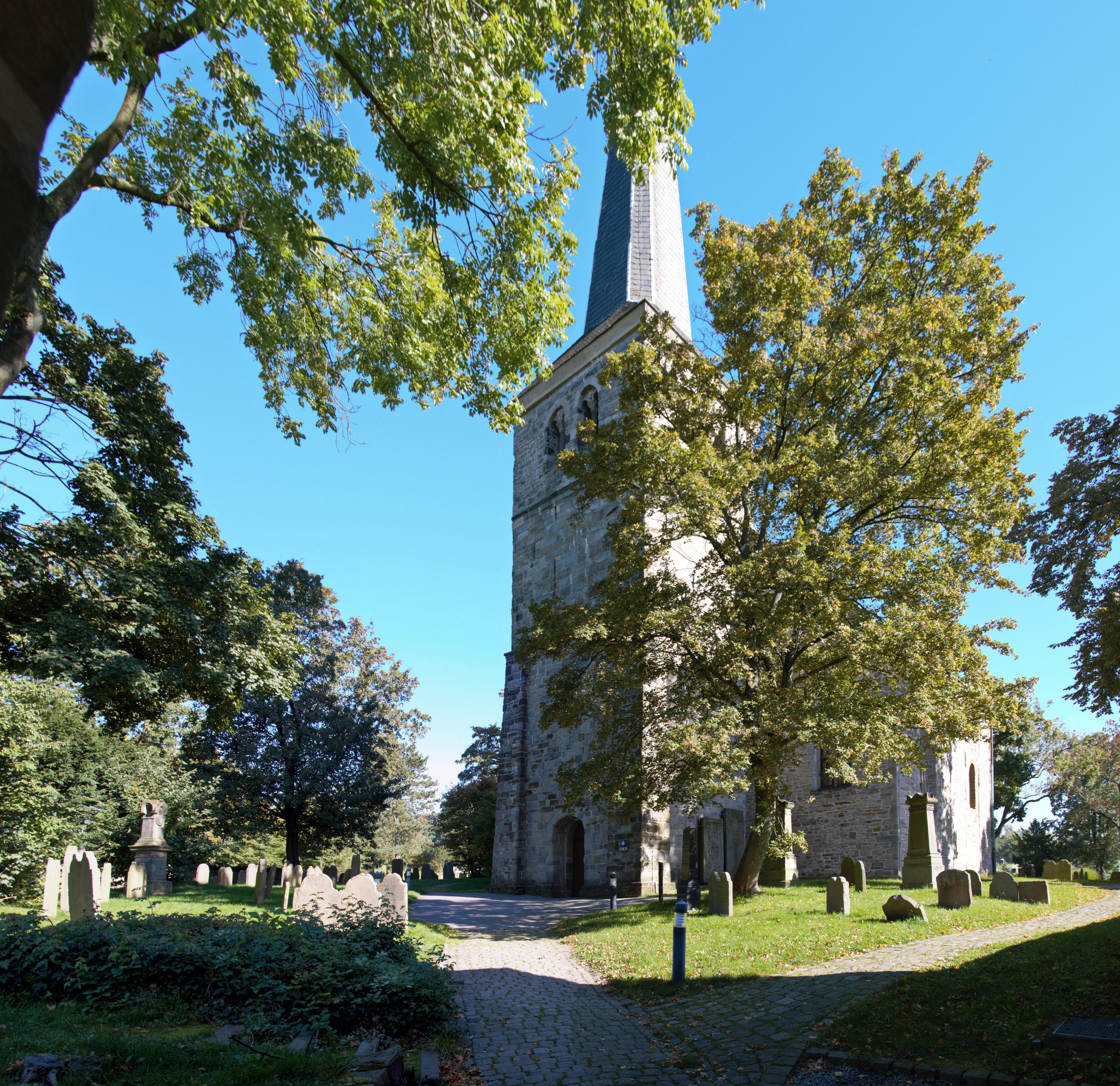
Eingangsbereich

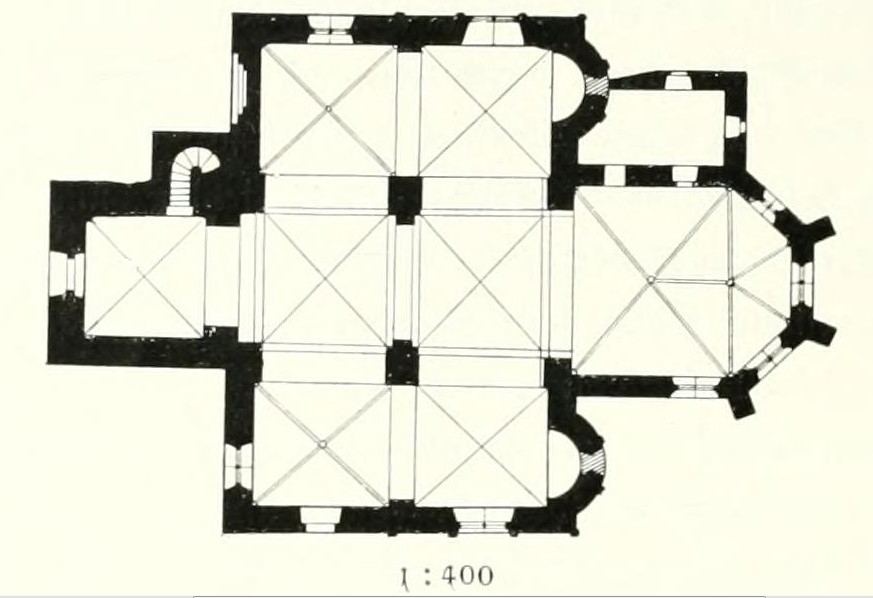
Grundriss 1909

Die evangelische Stiepeler Dorfkirche, im Süden Bochums im Stadtteil Stiepel gelegen, ist ein Kulturdenkmal des Ruhrgebietes, welches mit seiner über tausendjährigen Geschichte zu den ältesten noch erhaltenen Bauwerken Bochums zählt. Die Bedeutung der Kirche liegt vor allem in den ungewöhnlich umfangreichen mittelalterlichen Wandmalereien. Im Jahre 1988 wurde die Kirche mit dem sie umgebenden historischen Kirchhof von der Stadt Bochum unter Denkmalschutz gestellt.

## Lage
Die Kirchenanlage befindet sich in Stiepel, dem südlichsten Stadtteil von Bochum. Westlich des Kemnader Sees und unweit des Flusses Ruhr liegt die Kirche mit 110 m ü. NN etwa 30 Meter über der Talsohle und ist somit im Ruhrtal zwischen Bochum und Hattingen weithin sichtbar.

## Geschichte
Am 27. April 1001 vergab Otto III. den zum karolingisch-ottonischen Reichsgut gehörenden Haupthof, der zur bereits um 900 n. Chr. im Heberegister des Benediktinerklosters Werden erwähnten villa stipula gehörte, an den Grafen Liutger aus dem sächsischen Geschlecht der Billunger.

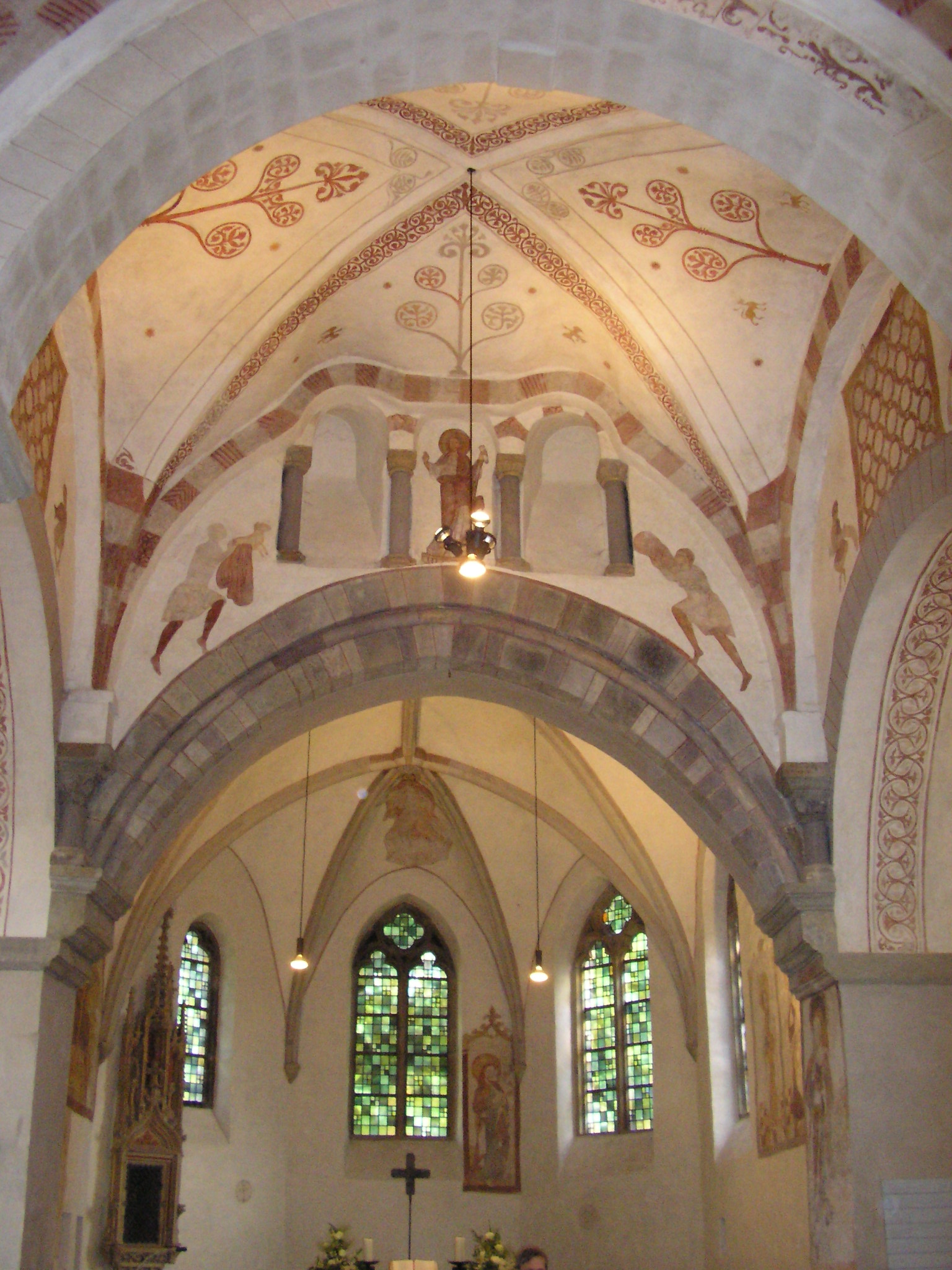
Blick in die Vierung des Hauptschiffes

Sieben Jahre später erhielt Graf Liutgers Frau Imma, die dem Geschlecht der Immedinger entstammte, durch die Vermittlung von Kaiser Heinrich II. die Erlaubnis, auf der Schenkung eine Eigenkirche zu errichten. Die Erlaubnis, vom Kölner Erzbischof Heribert vermutlich am 6. April 1008 per Stiftungsbrief (s. unten) erteilt, beinhaltete auch das Recht, uneingeschränkt die Seelsorge auszuüben. Die Kirche soll von Gräfin Imma zu Stiepel, wie sie ebenfalls genannt wurde, zu Ehren der Jungfrau Maria, des Papsts Cornelius und des Heiligen Cyprianus gestiftet worden sein.
Nach Liutgers Tod am 26. Februar 1011 ging Imma nach Bremen, wo sie selbst am 3. Dezember 1038 verstarb. Noch zu Lebzeiten schenkte sie den Hof stiplaga, auf dem sich auch die Kirche befand, der bremischen Bischofskirche. Von dort kam der Hof in den Besitz der Adeligen des Hauses Lippe.
Vom Stiftungsbrief, der im Original nicht mehr vorhanden ist, gab es zwei Abschriften, die in den Jahren 1451 und 1708 angefertigt wurden. Da auch diese Abschriften nicht mehr existieren, konnte sich die Geschichtsforschung bisher lediglich auf Überlieferungen von Johann Dietrich von Steinen aus dem Jahre 1757 und von Pfarrer Ostheide aus dem Jahre 1872 stützen.
Während in früheren Darstellungen der Geschichte der Kirche die überlieferten Texte der angeblichen Stiftungsurkunde stets unkritisch übernommen wurden, wurden aber spätestens ab 1956 Zweifel an der Echtheit der Texte laut. Dass der überlieferte Stiftungstext mit an Sicherheit grenzender Wahrscheinlichkeit eine Fälschung ist, kann man der in 2008 vorgenommenen Analyse des Historikers Stefan Pätzold entnehmen, welche allerdings nicht die zeitliche Entstehung der Stiepeler Dorfkirche in Frage stellt.
Am Ende des 13. Jahrhunderts wurde die Stiepeler Kirche in einem Indulgenzbrief des Papstes Bonifatius VIII. vom 22. April 1295 mit acht päpstlichen Ablasstagen ausgezeichnet, die jeweils an den Pasch-, Pfingst- und vier Marienfesten zelebriert wurden. Ein Zeichen dafür, dass die alte Stiepeler Wallfahrtskirche schon sehr früh in hohem Ansehen stand, wie es die Zisterzienser des Marienwallfahrtsklosters in Stiepel interpretieren, was historisch aber nicht belegbar ist.
1393 übernahm Wennemar Dücker von Simon III. zur Lippe den Hof Stiepel in Verbindung mit dem Haus Kemnade, gefolgt von Dietrich von Romberg zu Massen, der beide Güter als Mitgift bekam. Nach dem Besitzwechsel zu Hermann von der Recke 1418 blieb Stiepel und Kemnade über 200 Jahre im Familienbesitz der von der Recke und ging schließlich 1652 per Heirat über an Johann Georg von Syberg, in dessen Familie das Lehen bis zum Ende der Feudalherrschaft, beendet durch den im Jahr 1810 im Großherzogtum Berg eingeführten Code civil, bestand.
Die Reformation begann in Stiepel im Jahre 1596. Doch erst 1610 soll sich der damalige Pfarrer Henricus Cluvenbeck von der römisch-katholischen Kirche gänzlich losgesagt haben und zum lutherischen Glauben übergetreten sein. Seit dieser Zeit ist die Stiepeler Dorfkirche evangelisch.

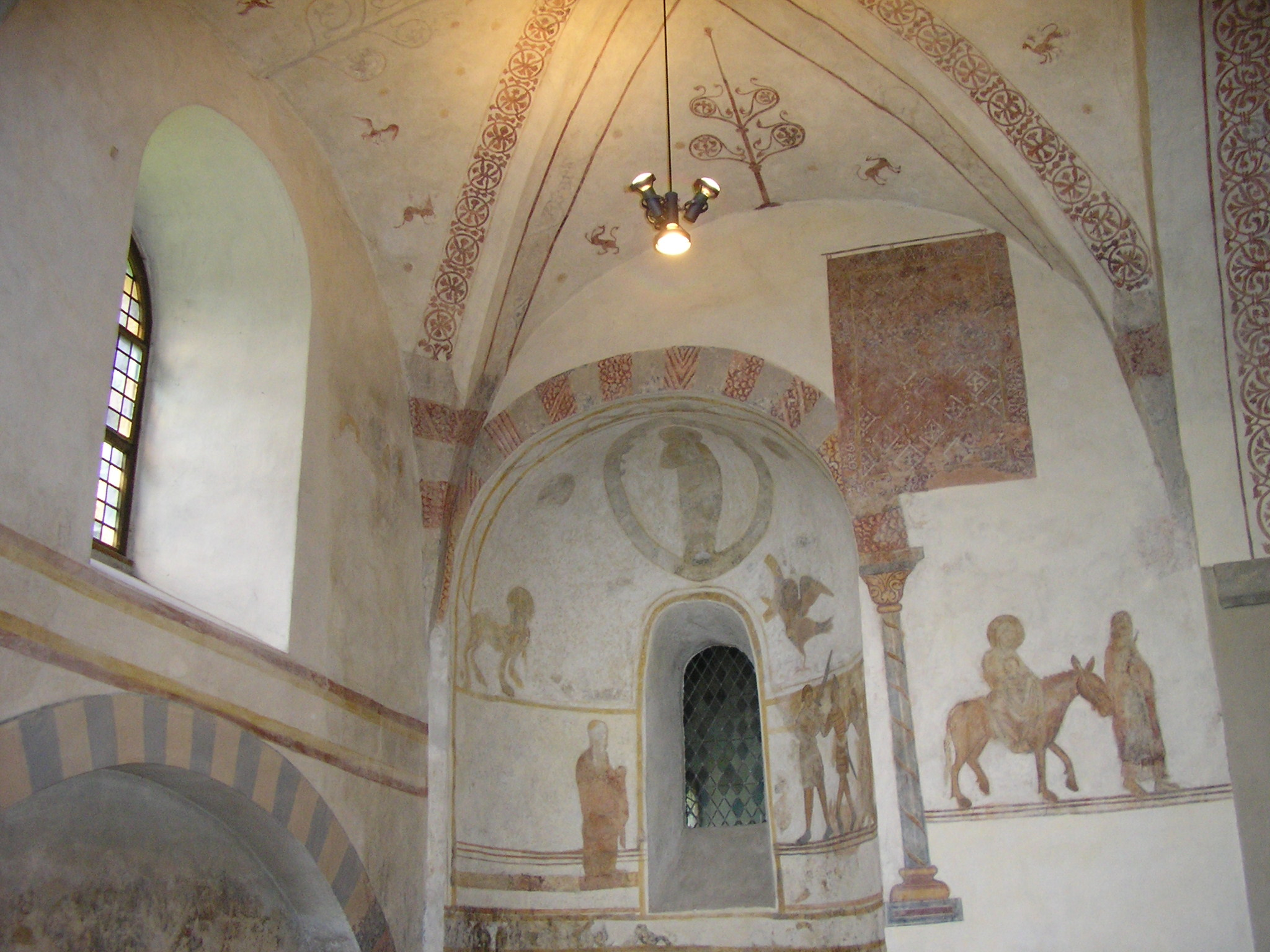
Blick in das nördliche Seitenschiff

## Architektur
Die Baugeschichte und die einzelnen Entstehungsphasen der Kirche sind durch Grabungen des Landesdenkmalamtes Westfalen-Lippe in den Jahren 1952, 1965 und 2001 weitestgehend geklärt worden.

### Kirchenschiff und Turm
Die Stiepeler-Dorfkirche stellt heute von ihrem Bautyp her eine Hallenkirche mit zwei Seitenschiffen dar. In ihrer Gründungsphase jedoch, wurde die Kirche als eine Saalkirche ausgeführt und erst im späten 12. Jahrhundert zu einer Basilika um- und neugebaut. Ende des 15. Jahrhunderts erfolgte dann der letzte Umbau zur Hallenkirche, wobei der Chor gotisch umgebildet wurde, die Seitenschiffe eine Vergrößerung erfuhren und der Ostgiebel des Kirchenschiffes u. a. eine Fachwerkmauer bekam. Der Turm wurde aufgestockt und durch einen Treppenaufgang an der Nordseite ergänzt.
Das gesamte Mauerwerk des Bauwerks besteht weitestgehend aus dem für die Gegend typischen Ruhrsandstein. Die Mauerung ist mit bearbeiteten Bruchsteinen ausgeführt. Die Fenster der Kirche sind am Kopf des Hauptschiffes gotisch und romanisch im Turm ausgeführt. Die romanischen Fenster der Seitenschiffe wurden beim letzten Umbau den gotischen Fenstern des Hauptschiffes angepasst.
Das Geläut besteht heute aus insgesamt fünf Glocken. Bis 1998 befanden sich im Turm zwei Bochumer Gussstahlglocken und zwei mittelalterliche Bronzeglocken. Die Gussstahlglocken befinden sich noch auf dem Zwischenboden im Glockenturm.
| Glocke        | Schlagton | Masse (ca. kg) | Durchmesser (mm) | Gießer        | Gussjahr |
| ------------- | --------- | -------------- | ---------------- | ------------- | -------- |
| Maria         | f′+2      | 908            | 1136             | Fa. Rincker   | 1998     |
| Cornelius     | g′+2      | 520            | 0unbek.          | Johann Sluick | 1575     |
| Martin Luther | as′+3     | 640            | 0988             | Fa. Rincker   | 1998     |
| Lamm Gottes   | c²+2      | 348            | 0804             | Fa. Rincker   | 1998     |
| Messglocke    | g²+5      | 060            | 0unbek.          | unbek.        | 1481     |

### Wandmalerei

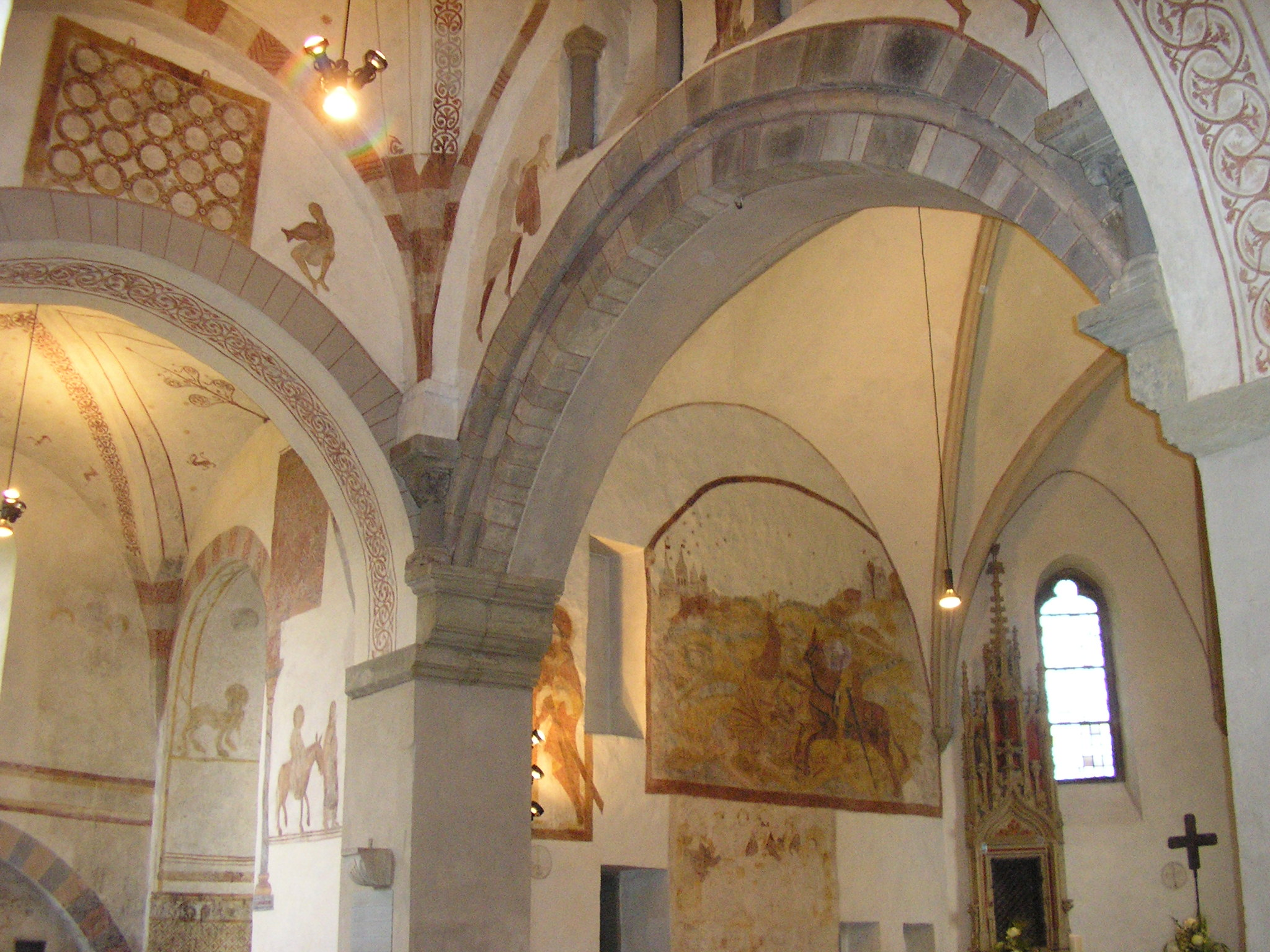
Vierung und Chor

Die Stiepeler Dorfkirche ist mit Wandmalereien aus dem Hoch- und Spätmittelalter geschmückt. Die Malereien, 1698 als Ausdruck einer neuen Andachtshaltung mit weißer Farbe übertüncht, wurden bei Restaurierungsarbeiten im Jahre 1952 wiederentdeckt, aber nur unzulänglich aufgedeckt und teilweise wieder übermalt. Zwischen 1963 und 1965 wurden dann sämtliche noch erhaltenen Malereien freigelegt, restauriert und konserviert. Letzte Restaurierungsarbeiten fanden 2002 statt. Seitdem gibt die Kirche eine Gesamtvorstellung aller ursprünglichen Ausmalungen des 12. bis 16. Jahrhunderts, die in dieser Form nur in ganz wenigen Kirchen Westfalens zu finden sind.
Die Ausmalungen, die heute frei zu besichtigen sind, bestehen aus Ornamenten, Heiligenbildern und zum Teil aus Biblischen Geschichten. Der überwiegende und älteste Teil der Malereien stammt aus der Erbauungszeit der Basilika 1180/90 und ist der romanischen Epoche der Wandmalerei zuzuordnen. Dazu gehören der Bethlehemische Kindesmord, die Flucht nach Ägypten, der segnende und richtende Christus zwischen Kain und Abel und die Paradiesströme. Weitere Ausmalungen stammen aus dem frühen 13. Jahrhundert, so wie der des Drachenkampfes des Heiligen Georgs aus dem 15. Jahrhundert, der der gotischen Malerei zugeordnet wird, und die Jüngsten, Christus bei den Pharisäern, die Paradiesgeschichte und Christi Geburt aus dem 16. Jahrhundert, um nur einige zu nennen.

### Orgel

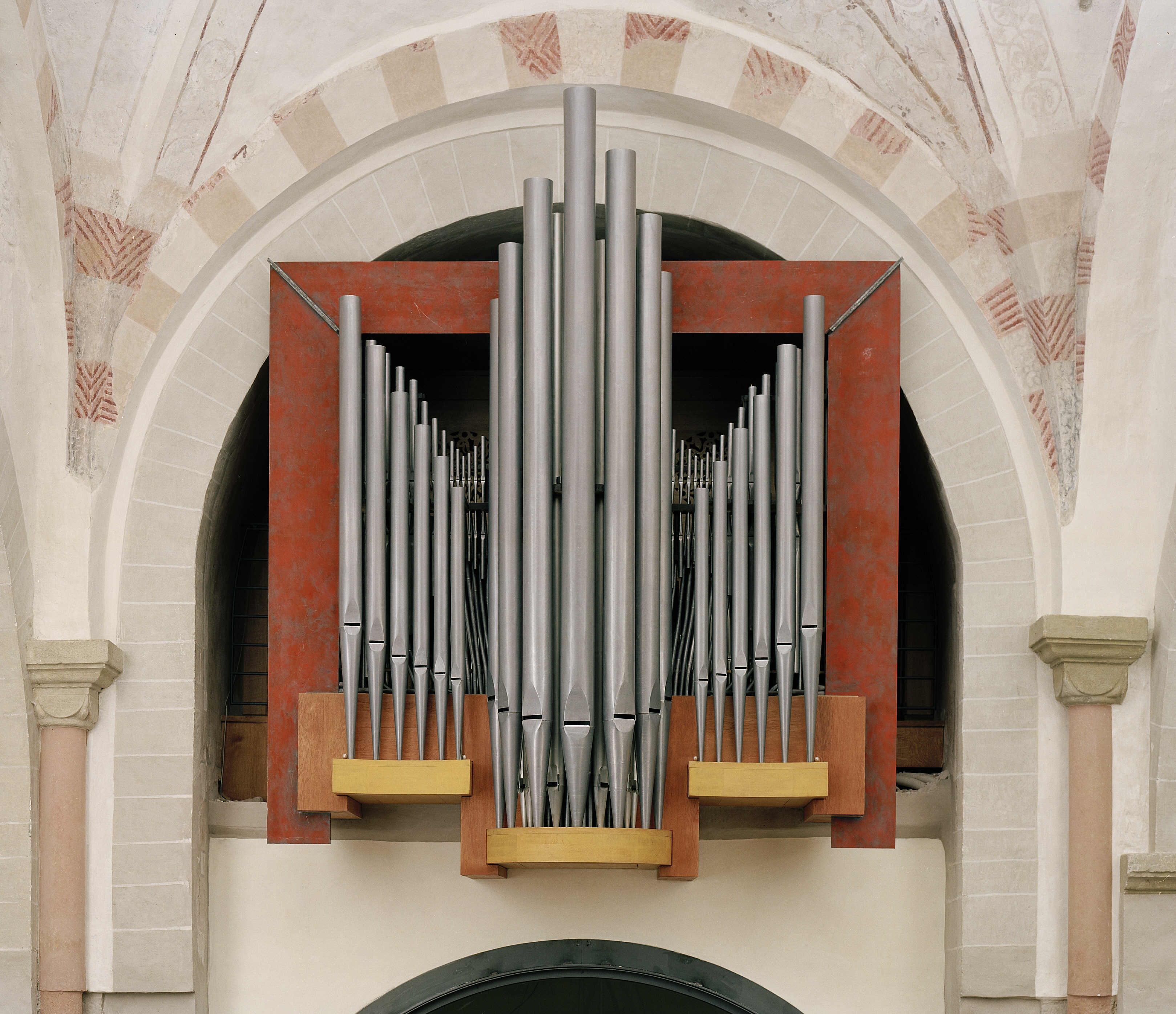
Prospekt der Kirschner-Orgel von 2004

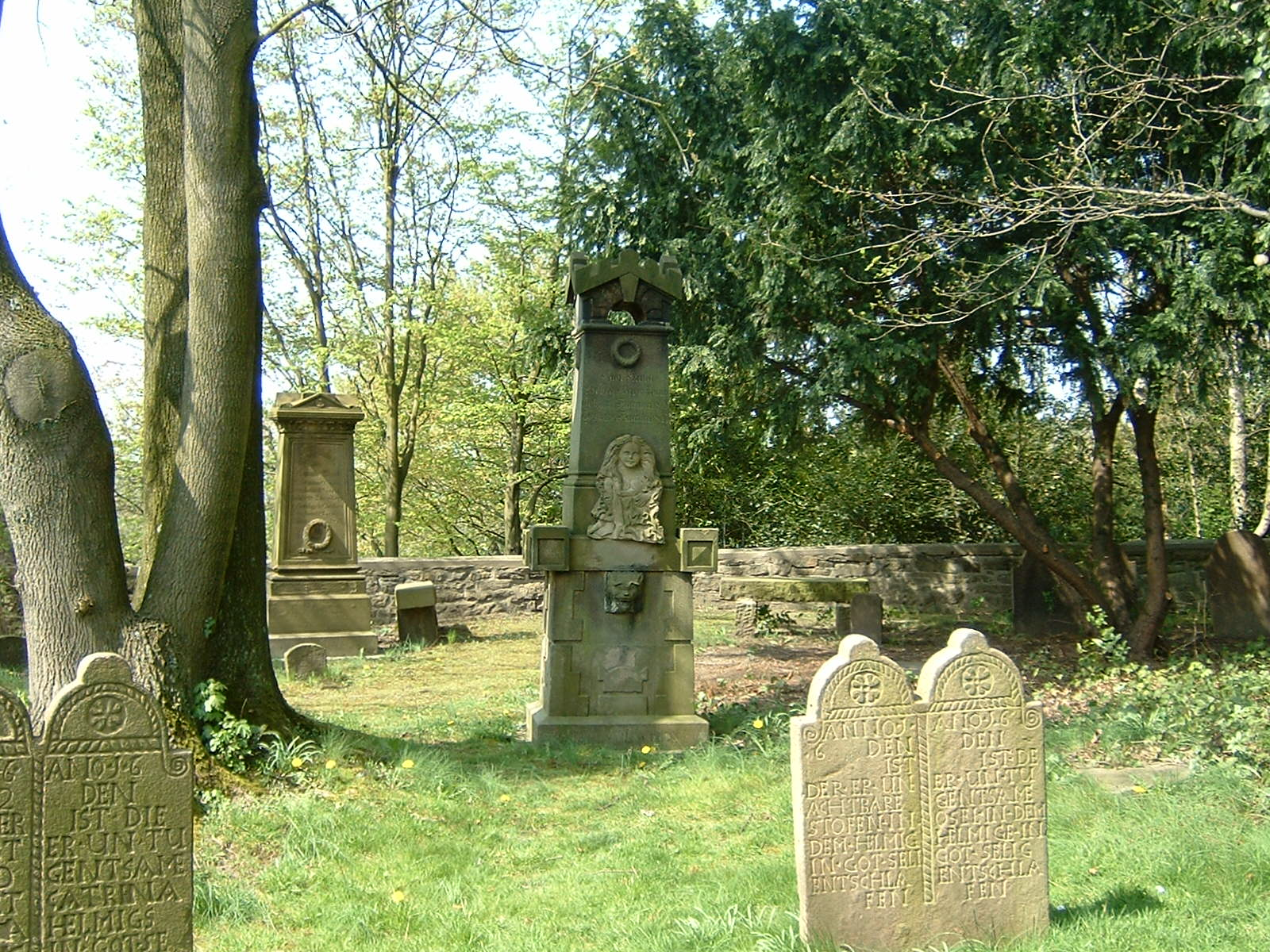
Teil des Kirchhofes

Die erste Orgel der Kirche soll laut Überlieferung Anfang des 16. Jahrhunderts aufgestellt worden sein. 1710 folgte die zweite Orgel mit einem Tonumfang über 4 Oktaven, die auf einer Empore vor dem Turm über dem Haupteingang stand. 1878 wurde die dritte Orgel installiert, die nach der Zerstörung im Zweiten Weltkrieg erneut ersetzt werden musste. Die letzte Orgel, die entfernt wurde, musste wegen der 1998 begonnen umfangreichen Sanierungsarbeiten weichen. Die Empore wurde entfernt.
Die Orgel, die heute zur kirchlichen Andacht den Raum erfüllt, stammt aus der Werkstatt von Harm Dieder Kirschner (Weener) und wurde 2004 in den Rundbogen über dem Eingang eingepasst. Sie verfügt über 15 Register und gilt als eine Besonderheit, da die Orgelpfeifen nach einer alten Methode in Sand gegossen und später gehämmert wurden. Die Orgel wurde am 30. Oktober eingeweiht und wird seitdem nicht nur zur kirchlichen Andacht eingesetzt, sondern auch zu regelmäßig stattfindenden Orgelkonzerten.
| I Hauptwerk C–f3 |                |    |
| 1.               | Principal      | 8′ |
| 2.               | Hohl Floit     | 8′ |
| 3.               | Viola da Gamba | 8′ |
| 4.               | Octav          | 4′ |
| 5.               | Nassat         | 3′ |
| 6.               | Octav          | 2′ |
| 7.               | Mixtur         |    |
| 8.               | Trommet        | 8′ |

| II Positiv C–f3 |                |    |
| 9.              | Gedackt        | 8′ |
| 10.             | Quer Floit     | 8′ |
| 11.             | Spitz Floit    | 4′ |
| 12.             | Walt Floit     | 2′ |
| 13.             | Sesquialter    |    |
| 14.             | Vox Humana     | 8′ |
|                 | Kanaltremulant |    |

| Pedal C–f1 |                         |     |
| 15.        | Groß Baß                | 16′ |
| 16.        | Principal Baß (= Nr. 1) | 8′  |
| 17.        | Trommet Baß (= Nr. 8)   | 8′  |

- Koppeln: II/I, I/P, II/P

### Kirchhof
Auf dem Kirchhof, der von einer Mauer umsäumt wird, befinden sich noch 72 aus Ruhrsandstein gefertigte Grabsteine. Sie entstammen alle aus Zeit von 1600 bis 1709. Da die Gemeinde Stiepel bis 1595 noch katholisch war, kann man davon ausgehen, dass nach der Reformation alle früheren Grabsteine entfernt wurden. Ein Lageplan von 1852 wies rund um die Kirchen 112 Gräber aus.
Die Epitaphe, die am Hofeingang und auf dem Kirchhof zu besichtigen sind, entstammen der Zeit von 1360 bis 1744 und können trotz der teilweise fortgeschrittenen Verwitterung noch den jeweiligen Gerichts- und Patronatsherren von Stiepel zugeordnet werden.

## Sonderbriefmarke
Am 7. Februar 2008 gab die Deutsche Post eine Sonderbriefmarke heraus, um das Jubiläum „1000 Jahre Dorfkirche in Bochum-Stiepel“ zu würdigen.

## Media
- CD/DVD Die Perle von Stiepel – 1000 Jahre Dorfkirche Bochum-Stiepel. Evangelische Kirchengemeinde Stiepel, Bochum 2008 (Videos und Orgel-Musik; die Stücke sind 2004 auf der Kirschner-Orgel aufgenommen worden).
- Briefmarke: 1000 Jahre Dorfkirche Bochum-Stiepel auf briefmarken-archiv.de (abgerufen am 24. November 2014)